# Francisco Marroquín
Francisco de Marroquín Hurtado (n. valle de Toranzo o valle de Guriezo, Corona de Castilla [actual Cantabria], 1499-tercera ciudad de Santiago de los Caballeros de Guatemala, 9 de abril de 1563) fue el primer obispo de Guatemala.
Nació en Cantabria (España).  Después de haberse graduado en Filosofía y Teología, conoció al adelantado Pedro de Alvarado con quien viajó a América en 1530.

## Primeros años
Existe una controversia histórica acerca del lugar de nacimiento del Obispo Marroquín. Mientras que unas fuentes apuntan a que pudo nacer en el Valle de Toranzo, otras señalan al Valle de Guriezo dado que este último sitio es de donde descienden sus antepasados. 
Estudió letras en la provincia de Soria donde conoció a fray García de Loaysa y posteriormente a fray Juan de Zumárraga quienes le introdujeron en el Consejo Real de las Indias. En este organismo conocería a Pedro de Alvarado con quien viajaría a la Ciudad de México en 1529.
Un año después de servir a Zumárraga en Nueva España, viaja a Guatemala por primera vez. Al llegar a esa jurisdicción el adelantado destituyó al cura Juan Godínez y nombró en su lugar a Marroquín.  El obispo de México reconfirmó el nombramiento y lo designó como provisor y vicario general de la zona.  Marroquín fundó una escuela de primeras letras para los hijos de los españoles.  En 1533 el rey de España lo postuló para el obispado de Guatemala, cargo que habían rechazado el dominico Domingo de Betanzos y el franciscano Francisco Jiménez. Las bulas correspondientes fueron emitidas el 18 de diciembre de 1534.
Marroquín no tenía frailes en Guatemala y pidió apoyo a los dominicos que se encontraban en Nicaragua. Fray Luis de Cáncer, Pedro de Angulo y Bartolomé de las Casas asistieron en su ayuda.  Las Casas y Marroquín entablaron una gran amistad, el primero vio la oportunidad de poner en práctica su deseo de evangelizar la provincia de Tezulutlán y la Selva Lacandona por el método de la reducción de indios sin la intervención de las armas de los conquistadores españoles.
El proyecto de pacificación que anhelaba Las Casas se puso en marcha mediante la firma de las Capitulaciones de Tezulutlán. Marroquín confió a Las Casas la diócesis y viajó a la Ciudad de México para llevar a cabo su consagración como obispo. Fray Juan de Zumárraga ofició la ceremonia el 8 de abril de 1537, siendo esta la primera en su tipo en celebrarse en las Indias. De inmediato el nuevo obispo solicitó la asignación de un mayor número de religiosos para su diócesis.

## Destrucción de Santiago de Guatemala
En la noche del 10 al 11 de septiembre de 1541, un deslave que bajó desde la cima del Volcán de Agua y/o una inundación por fuertes lluvias destruyó la segunda ciudad de Santiago de Guatemala. Durante el incidente muchas personas perecieron entre ellas la esposa del adelantado de Guatemala y la gobernadora interina Beatriz de la Cueva, quien había enviudado apenas cuatro meses antes cuando Alvarado murió inesperadamente durante la Guerra del Mixtón en Jalisco. Marroquín había sido designado albacea y procuró todo lo necesario para los huérfanos. Debido al percance los asentamientos de la ciudad fueron trasladados al valle de Panchoy.

## Altercado con Las Casas
En 1545 Marroquín se entrevisó con fray Las Casas, O.P. en la Ciudad de Gracias a Dios, lugar donde residía la Audiencia de los Confines.  Las Casas había sido nombrado obispo de Chiapas y solicitó el cumplimiento de las Leyes Nuevas así como la libertad de los indios, para ello deseaba eliminar de forma radical el método de la encomienda.  Como resultado, la gran amistad de Marroquín y Las Casas tuvo grandes desavenencias, pues a pesar de que el fin perseguido por ambos obispos era obtener la libertad de los indios, existía discrepancia en los métodos.  Las pláticas colapsaron por un cruce de acusaciones entre ambos personajes, sin lograrse un acuerdo.  El visitador Tello de Sandoval convocó una junta de prelados para dirimir a las facciones, tras largas y reñidas discusiones se logró un acuerdo el cual fue publicado.  Pero las acciones para favorecer a los indios no se pusieron en práctica debido a la negativa de los encomenderos.

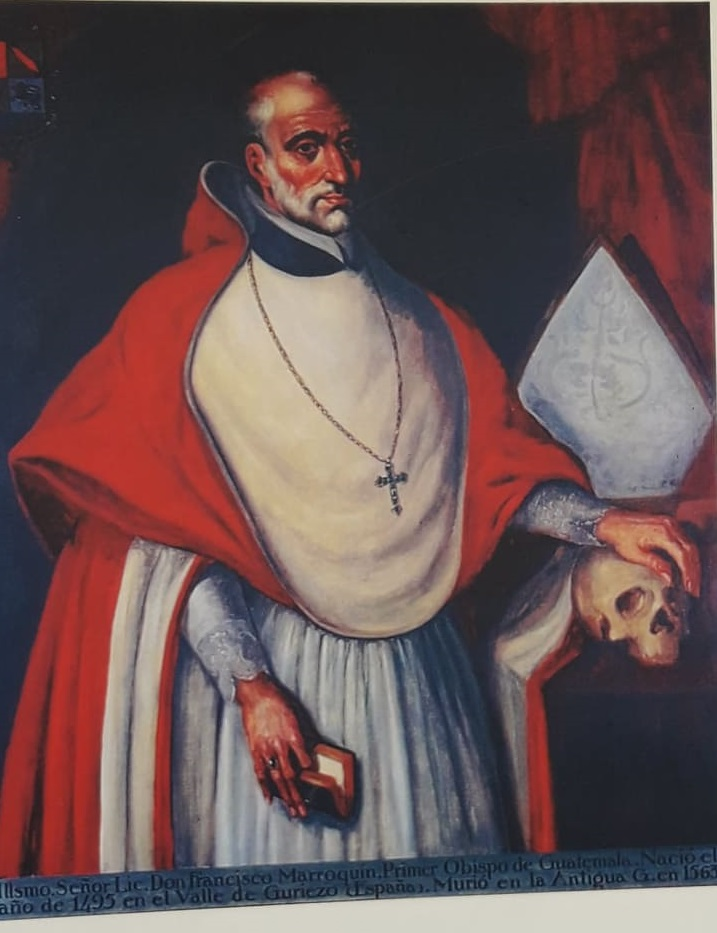
Francisco de Marroquín Hurtado 1.er Obispo de Santiago de Guatemala.

## Actividades en la diócesis
Marroquín fue responsable de la construcción de la primera catedral en su diócesis. Fundó el Hospital real de Santiago. Ayudó a las misiones de la orden de Santo Domingo y de la orden de San Francisco.  Apoyó también a la orden de la Merced a quienes encomendó la comunidad de los mames.  A pesar de que apoyó de igual manera a las diversas órdenes religiosas, en 1555 existió una disensión entre dominicos y franciscanos. Por tal motivo, tuvo que notificar los hechos al rey de España, y decidió delegar la administración de varios sitios a clérigos desfavoreciendo a los religiosos.  En 1561 Marroquín realizó una solicitud para establecer a la orden de los jesuitas en su diócesis, pero esta fue denegada por el rey el 9 de agosto.
Aprendió el idioma quiché y escribió Doctrina, la cual fue impresa en la Ciudad de México debido a que todavía no había imprentas en Guatemala.  Existen ejemplares de la segunda edición en idioma kakchikel. Marroquín escribió algunas relaciones históricas las cuales fueron referidas por Bernal Díaz del Castillo en su Historia verdadera de la conquista de la Nueva España: "..que entre los papeles y memorias que dejó el buen obispo D. Francisco Marroquín estaban escritos los temblores, cómo, cuándo y de que manera pasó, según aquí va declarado.."

## La amistad con Alvarado
Muchos fueron los tratos que el obispo Marroquín y el conquistador Pedro de Alvarado tuvieron. En varias ocasiones el religioso ocultó los abusos del extremeño. Un caso muy recordado es la complicidad que tuvo el obispo con Alvarado para que este segundo se apropiara de unos esclavos que debían haber sido liberados. Resulta que el encomendero Jorge Bocanegra estableció en su testamento que sus esclavos deberían ser liberados a su muerte, para descargo de su conciencia. Alvarado, en lugar hacer cumplir la voluntad del difunto, entregó estos indios al veedor Gonzalo Ronquillo, por sugerencia del obispo Marroquín. En el juicio de residencia incoado contra Alvarado, el beneficiado declaró ante el juez:
| Mandado éste comparecer, dicho día, tras prestar juramento, declaró ante Alonso Maldonado que el obispo Marroquín, como albacea testamentario del difunto Bocanegra, y en su condición de protector de los indios de la diócesis y provincia de Guatemala, le había confiado que, para «quitar la idolatría y borracherías (sic) de los dichos esclavos, que le parecía que los debía depositar en una persona, y que fuese en él». Por ello es por lo que el gobernador le había dado un mandamiento, a fin de que Ronquillo recogiese dichos esclavos, los tuviese a su servicio, les doctrinase en la religión crisliana, y les hiciese poblar algunas tierras. —Vallejo García-Hevia, José María (2008). Juicio a un conquistador, Pedro de Avarado "su proceso de residencia en Guatemala (1536-1538)". |

## Donación para la universidad

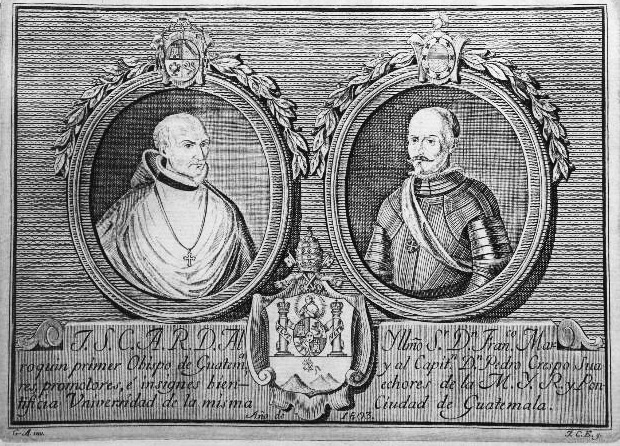
Obispo Francisco Marroquín y capitán Pedro Crespo, promotores de la Universidad de San Carlos de Guatemala. Grabado de Pedro Garci-Aguirre.

El proceso de colonización implicó la creación de una sociedad, para lo cual se establecieron instituciones de gobierno civil y eclesiástico. Con el paso del tiempo, los vecinos de la ciudad exigieron un lugar en la burocracia de la corona para sus descendientes, como premio a las hazañas de conquista llevadas a cabo por sus antepasados. Sin embargo, no existían centros educativos para que los jóvenes obtuvieran los conocimientos necesarios para servir como ministros.  Fue hasta la segunda mitad del siglo xvi cuando aparecieron las primeras iniciativas para establecer estudios más allá del adoctrinamiento religioso y la alfabetización que acompañaba a ello. El obispo Marroquín solicitó aprobación real para fundar una cátedra de gramática, en donde se enseñaría latín, que era la lengua utilizada por la cultura letrada de la época. Este hecho ha sido el argumento más utilizado para perpetuar el mito fundacional que vincula directamente al primer obispo de Guatemala con los antecedentes de la Universidad de San Carlos.
Hacia el final de su vida, en 1562, Marroquín decidió dejar en su testamento un caudal para fundar un colegio, el de Santo Tomás de Aquino, en donde se impartieran cátedras de gramática, artes o filosofía y teología. Los beneficiarios de esta obra pía serían los hijos de españoles pobres, ya que estos no podían trasladarse a ciudades donde había universidades reales, como México. La heredad del obispo ha sido interpretada también como el origen de la universidad. Sin embargo, el prelado tenía muy clara la diferencia entre un colegio —residencia de estudiantes, con o sin cátedras— y una universidad o Estudio General, donde se otorgaban grados. Al respecto, el historiador John Tate Lanning afirma que: «Este testamento es tan bien conocido que algunos que ni siquiera lo han visto han leído en él muchas cosas que no están allí. En ninguna parte menciona Marroquín una universidad, mucho menos declara intención de establecer alguna...» Lo que sí está documentado es que el alcalde Pedro Crespo Suárez al morir, donó veinte mil pesos para la institución de cátedras de la universidad «que se está gestionando».